# Belšazar
Belšazar ili Baltazar (akad. Bel-sarra-usur) je bio babilonski princ, odnosno sin i suvladar kralja Nabonida. Od 553. do 543. pr. Kr. upravljao je Novobabilonskim Carstvom dok mu je otac boravio u dobrovoljnom izgnanstvu u oazi Tajma. Nakon povratka, Belšazar je dobio zadatak braniti grad Babilon od Perzijanaca predvođenim Kirom Velikim i Gobriasom. Godine 539. pr. Kr. je zarobljen nakon što mu je otac poražen u bitci kod Opisa, a grad prisiljen na predaju. Neki izvori tvrde kako je i sam Belšazar poginuo u navedenoj bitci.
Belšazar se spominje u biblijskoj knjizi o Danijelu kao izopačen i ohol vladar koji je ugnjetavao porobljene Židove. Međutim, prilikom velike gozbe nepoznata ruka ispisala tajanstvene riječi koje je Daniel protumačio kao znak kraja babilonske dominacije.

## Poveznice
- Nabonid
- Kir Veliki
- Bitka kod Opisa

## Vanjske poveznice
- Belšazar (enciklopedija Britannica)
- Rainer Albertz: „Židovi u egzilu: povijest i literatura 6. stoljeća pr. Kr.“ (Israel in Exile: The History and Literature of the Sixth Century B.C.E.), preveo: David Green, Society of Biblical Literature, 2003.